# 브레라궁
브레라궁(이탈리아어: Palazzo Brera / Palazzo di Brera) 이탈리아 북부 롬바르디아의 밀라노에 위치한 궁전이다. 1615년경에 건설되어 200여년간 예수회가 운영한 전문교육기관으로서, 오늘날 이곳에는 시립 미술학교인 브레라 아카데미와 브레라 미술관, 브레라 식물원, 브레라 천문대, 롬바르디아 아카데미 과학 인문학회, 브레라 도서관 등 밀라노를 대표하는 여러 문화기관이 소재하고 있다.

## 역사

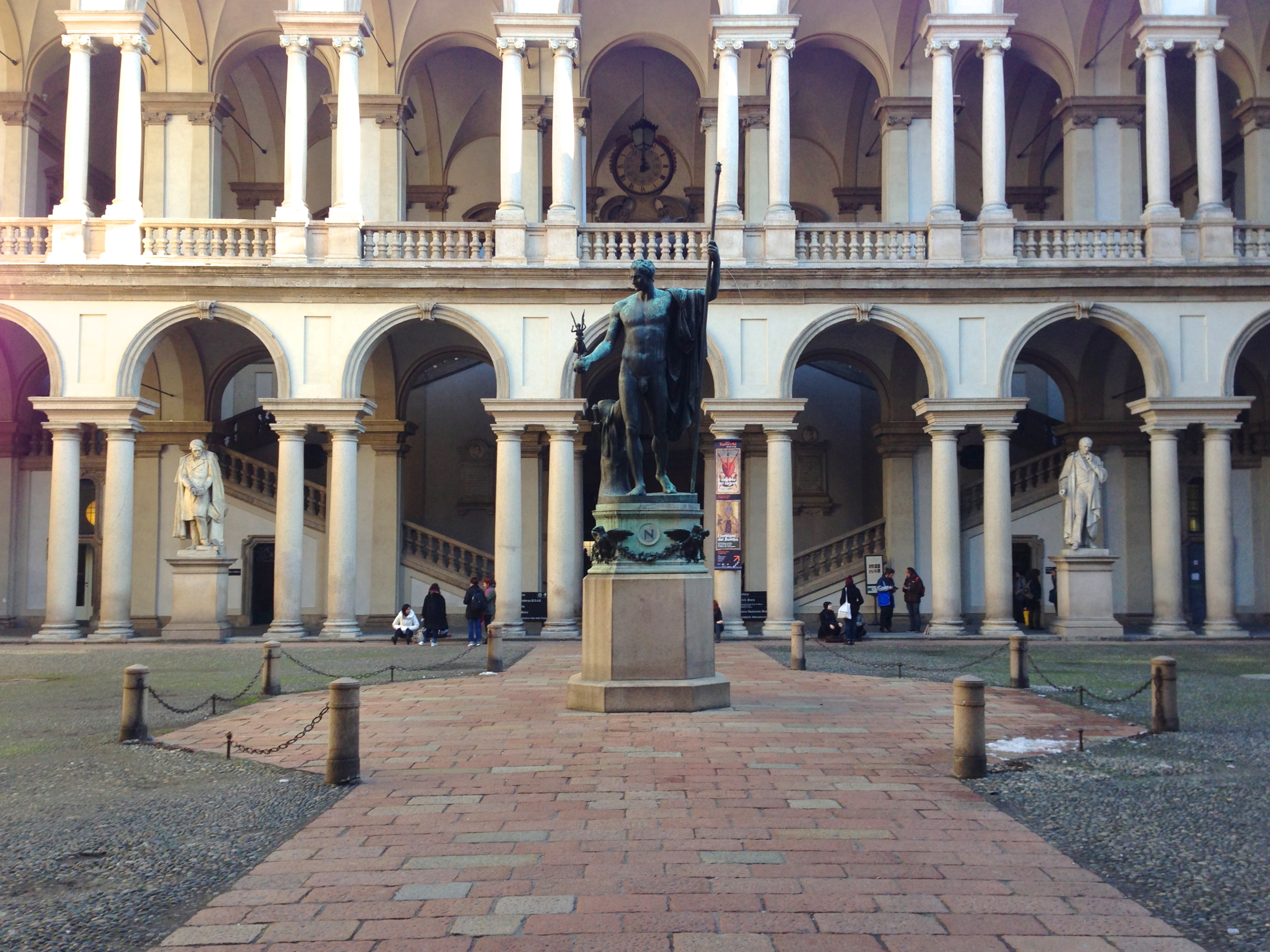
브레라궁의 중정. 이탈리아 조각가 안토니오 카노바의 조각 〈평화의 수호자 마르스의 모습을 한 나폴레옹〉이 자리해 있다.

브레라궁의 역사는 중세 시대로 거슬러 올라가는데, 1150년~1188년 영사직을 역임한 게르시오 다 바조 (Guercio da Baggio)의 영지에 수도원을 세운 것이 그 기원이다. 이 수도원은 1178년 겸손회 (Humiliati)의 소유로 넘어갔으며, 1180년~1229년경에는 산타 마리아 인 브레라 교회가 세워졌다. 1348년에는 피사의 조각가였던 조반니 디 발두초가 만든 고딕 양식의 대리석 대문이 세워졌으며, 조반니 다 밀라노, 빈첸초 포파, 베르나르디노 루이니 등 당대 화가들의 프레스코화가 그려진 것으로 전해진다.
1571년 2월 7일 교황 비오 5세가 겸손회의 해산을 명하면서 이곳에 있던 수도원은 주인을 잃었다. 이후 카를로 보로메오가 교황 그레고리오 13세에게 요청하여 예수회의 교육기관으로 전환되었다. 당시 학생 수 규모가 약 3천 명으로 늘어 수용공간이 부족해지자, 1573년~1590년 건축가 마르티노 바시의 설계로 새로운 건물을 건설하게 되었는데 파비아의 보로메오 대학과 비슷하게 지어달라는 주문을 받았다고 한다. : 8  오늘날의 브레라궁은 1615년경 프란체스코 마리아 리키니의 설계를 바탕으로 지어졌다. : 251  건설 자체는 1627년에 시작되었지만 1630년 밀라노를 휩쓴 대역병으로 중단되고 1651년에야 공사가 재개되었다. 1658년 리키니가 사망하자 아들 잔 도메니코 (Gian Domenico)가 공사를 이어받아 완공시켰다.
1773년 7월 21일 클레멘트 14세가 예수회 탄압에 나서면서 브레라궁은 북부 이탈리아의 통치자였던 오스트리아 합스부르크 왕조의 소유로 넘어갔다. 1780년 주세페 피에르마리니가 중정 일대와 브레라길에서 마주보이는 입구를 완성하였다. : 252 
1806년에는 브레라궁의 산타 마리아 교회가 철폐되었다. 19세기 초 나폴레옹이 수도원을 접수한 이후 정면은 철거되고, 교회 본당 건물은 위아랫층으로 나뉘어, 윗층은 나폴레옹 양식을 갖춘 아카데미 미술관의 전시실이 되고, 아랫층은 고대 유물 박물관의 조각상 전시실이 되었다. : 252 
1859년에는 안토니오 카노바가 〈평화의 수호자 마르스의 모습을 한 나폴레옹〉의 청동 복제본을 제작하였다. 원본은 1811년 로마에서 프란체스코 리게티와 아들 루이지가 제작한 것으로,:266:200 오늘날 브레라궁 중정의 중앙부에 들어서 있다.:252 : 252 

## 소재 기관
브레라궁은 1773년부터 여러 문화·예술·과학기관의 소재지가 되었다. 9년 전인 1764년에는 예수회의 루제르 보스코비치가 브레라 천문대를 설립하였다. 1773년에는 합스부르크가의 마리아 테레지아가 브라이덴세 도서관을 설립하였으며, 1774년부터는 예수회가 가꾸던 텃밭을 브레라 식물원으로 확장하였다. 1776년에는 왕립 미술 아카데미가 설립되었는데 오늘날 브레라 아카데미의 모태다. 이밖에도 브레라궁에는 철학과 법률을 가르치는 팔라티노 학교 (Scuole Palatine), 물리학과 화학을 가르치는 김나지움, 농업학회인 파트리오티카학회 (Società Patriottica)가 있었다. : 249 
나폴레옹 시대인 1806년에는 왕립 미술 아카데미의 회화 갤러리가 개관하였는데 이것은 오늘날의 브레라 미술관이다. : 249  1810년에는 13년 전 나폴레옹이 볼로냐에 설립했던 '치살피나 공화국 국립학회' (Istituto Nazionale della Repubblica Cisalpina)를 밀라노 브레라궁으로 이전하여 '왕립 과학 인문학 예술 학회' (Istituto Reale di Scienze, Lettere ed Arti)로 개명하였다. 이 학회는 지금의 롬바르디아 아카데미 과학 인문학회 (Istituto Lombardo Accademia di Scienze e Lettere)에 해당된다.

## 같이 보기
- 예수회